# Seriate
Seriate is een gemeente in de Italiaanse provincie Bergamo (regio Lombardije) en telt 21.628 inwoners (31-12-2004). De oppervlakte bedraagt 12,4 km², de bevolkingsdichtheid is 1691 inwoners per km².
De volgende frazioni maken deel uit van de gemeente: Comonte , Cassinone , Pastrengo , Paderno.

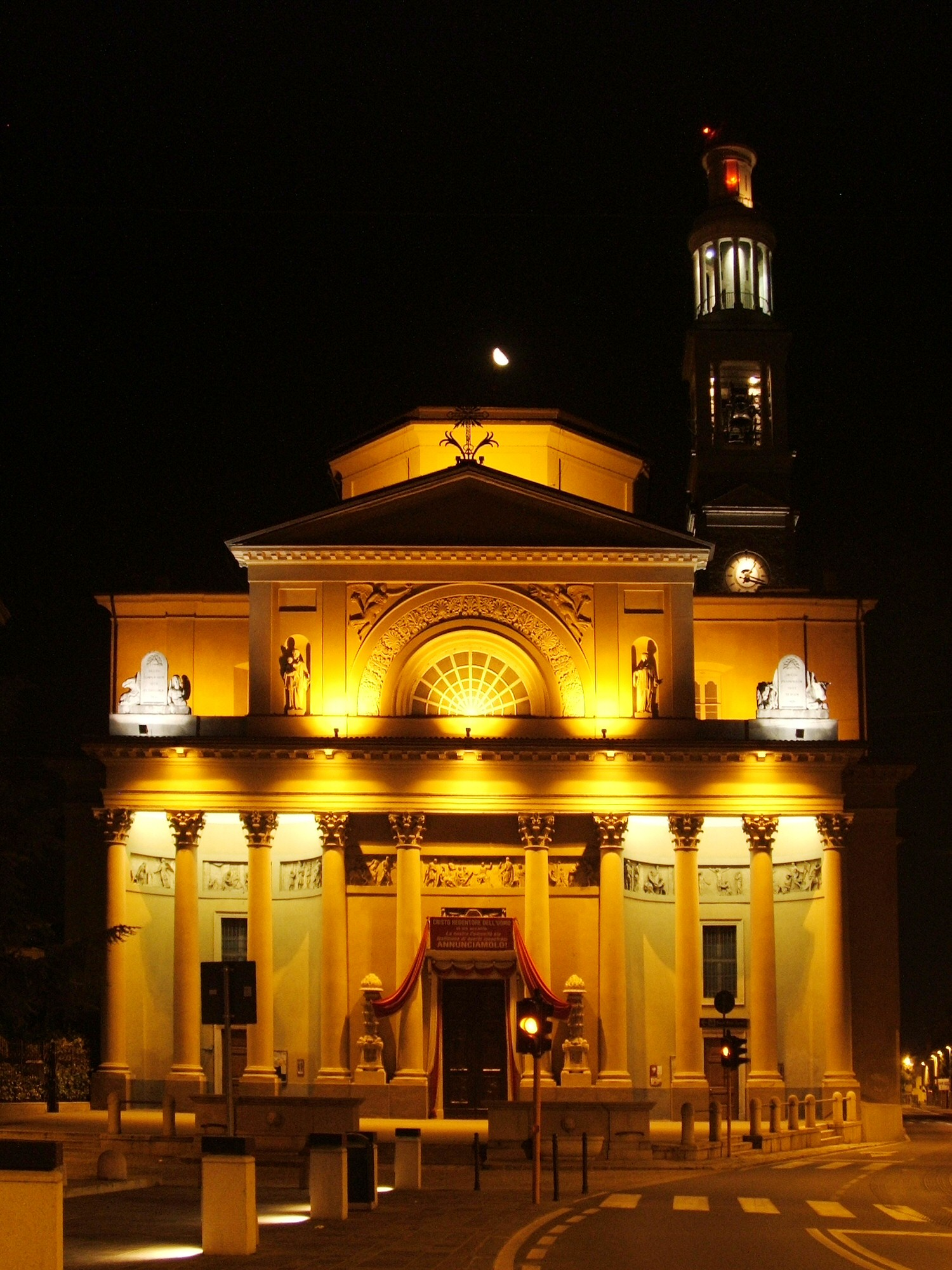
Kerk in Seriate
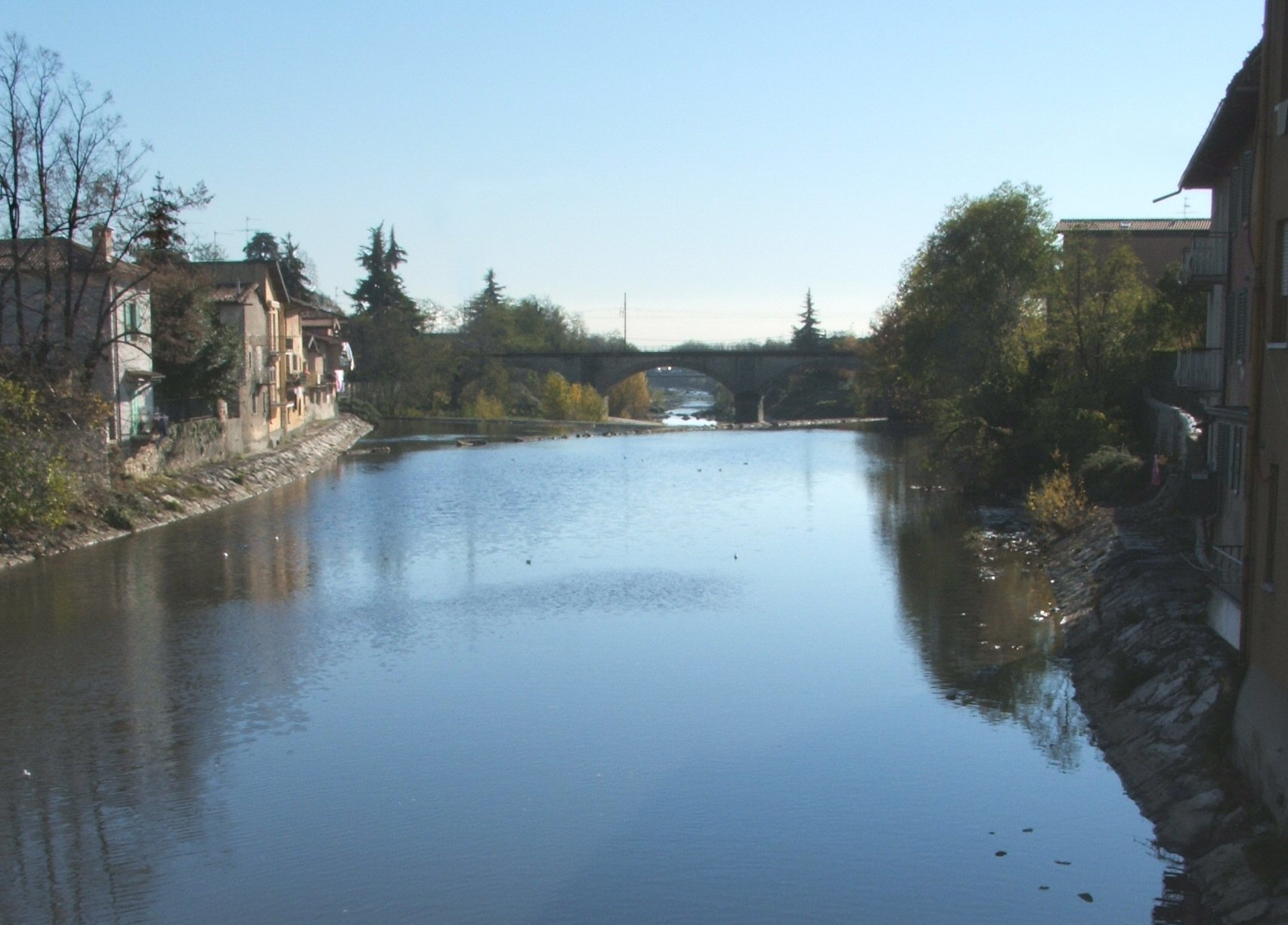
Rivier de Serio door Seriate

## Demografie
Seriate telt ongeveer 8682 huishoudens. Het aantal inwoners steeg in de periode 1991-2001 met 6,8% volgens cijfers uit de tienjaarlijkse volkstellingen van ISTAT.
| Jaar | Inwoneraantal |
| ---- | ------------- |
| 1991 | 19.030        |
| 2001 | 20.320        |
| 2004 | 21.628        |
| 2021 | 24.718        |

## Geografie
De gemeente ligt op ongeveer 247 m boven zeeniveau.
Seriate grenst aan de volgende gemeenten: Albano Sant'Alessandro, Bagnatica, Bergamo, Brusaporto, Calcinate, Cavernago, Gorle, Grassobbio, Orio al Serio, Pedrengo.

## Geboren
- Sergio Finazzi (1964), Italiaans wielrenner